# Muscolo palatoglosso
Nell'anatomia umana il  muscolo palatoglosso o palato-glosso, fa parte dei muscoli del palato.

## Anatomia
Il muscolo si ritrova fra la tonsilla palatina e le fibre del muscolo elevatore del velo palatino.
Fa parte dei muscoli estrinseci della lingua, ed è innervato dal nervo vago, a differenza di tutti gli altri muscoli linguali, che sono innervati dal nervo ipoglosso (XII nervo cranico).